# Argouges
Argouges – miejscowość i dawna gmina we Francji, w regionie Normandia, w departamencie Manche. W 2013 roku populacja gminy wynosiła 537 mieszkańców. 
1 stycznia 2017 roku połączono siedem wcześniejsze gminy: Argouges, Carnet, La Croix-Avranchin, Montanel, Saint-James, Vergoncey oraz Villiers-le-Pré. Siedzibą nowej gminy została miejscowość Saint-James, a gmina przyjęła jej nazwę. 